# NRG Esports
NRG Esports是一家电子竞技组织，总部位于美国加利福尼亚州洛杉矶，拥有《Apex 英雄》、《英雄联盟》、《鬥陣特攻》、《火箭聯盟》、《无畏契约》等分部。